# Colombia en la cultura popular
La representación de Colombia en la cultura popular, especialmente la representación de los colombianos en el cine y la ficción, ha sido afirmada por las organizaciones colombianas y el gobierno en gran medida negativa y ha expresado su preocupación de que refuerza, o incluso engendra, prejuicios sociales y discriminación debido a la asociación con el narcotráfico, el terrorismo, la inmigración ilegal y otros elementos delictivos, la pobreza y el bienestar. El gobierno colombiano financió, una campaña publicitaria de «Colombia es Pasión», como un intento de mejorar la imagen de Colombia en el exterior, con resultados mixtos con la esperanza de tener una visión más positiva de Colombia.
Además de la campaña «Colombia es pasión», el fútbol ha sido conocido por ser una parte importante en la creación de puntos de vista positivos, tal vez el más importante para los colombianos.

## Películas

### Representaciones de Colombia en películas extranjeras
Los fallos en la investigación de fondo y la reproducción del país son muy comunes en las películas que representan a Colombia. Algunos de estos errores incluyen mostrar Bogotá o Medellín como regiones selváticas o costeras, usando actores mexicanos o puertorriqueños (con acentos notables), trajes mexicanos, anacronismos y una inexactitud general con respecto a la descripción de cómo funcionan los conflictos entre el gobierno y los carteles de narcotráfico.
Algunos ejemplos de escenarios colombianos ficticios son:
- Al diablo con el diablo: El diablo hace que el personaje de Brendan Fraser sea un narcotraficante colombiano, parecido a Pablo Escobar. La mayoría de las frases en español son a veces muy difíciles de entender, y con muchos errores de gramática y pronunciación. La música tradicional española se escucha en el fondo, no es colombiana. Empezando por el mayordomo, casi todos hablan con un claro acento y jerga española, y ciertos elementos pertenecen a la cultura española, como la "bolsa de Bota", la tradicional bolsa de cuero con forma de bota, utilizada para beber bebidas alcohólicas. Medellín es representada como una jungla tropical.
- Behind Enemy Lines: Colombia: película bélica de 2009 sobre una brigada de SEALs de la Armada de los Estados Unidos que monta un ataque contra las fuerzas especiales colombianas para limpiar sus nombres y rescatar a un rehén. Las canciones populares peruanas se escuchan en el fondo, incluyendo "Mi Llamita". Los lugares de rodaje estaban en Puerto Rico .
- Blow: película biográfica/drama del 2001, sobre el traficante de cocaína estadounidense George Jung. Se basa en las historias de la vida real de George Jung, Pablo Escobar, Carlos Lehder y el Cartel de Medellín.
- Peligro Claro y Presente: Jack Ryan es nombrado Director Adjunto Interino de la Agencia Central de Inteligencia (CIA) y descubre que los colegas que mantienen una guerra encubierta contra los narcotraficantes del Cartel de Cali en Colombia lo mantienen en la oscuridad. Los rodajes se realizaron en Quito, Ecuador y Cuernavaca, México. El narcotraficante colombiano vive en el Hotel "Tepoztlan" (palabra azteca). En los fondos se puede ver una valla publicitaria del político mexicano Luis Donaldo Colosio y un retrato del estadista mexicano Miguel Lerdo de Tejada .
- Daño colateral: Gordon Brewer (interpretado por Arnold Schwarzenegger), busca vengar las muertes de su hijo y su esposa a manos de un comando guerrillero, viajando a Colombia. Gordy entra a Colombia a través del Darién. Esta brecha se encuentra en el departamento colombiano llamado Chocó, la región más poblada de afrocolombianos del país. Sin embargo, durante toda la película, nunca se muestra a una persona negra. La Policía Nacional de Colombia y las fuerzas armadas usan uniformes azules, en vez del verde que usan en realidad. El acento de los "colombianos" nativos es en realidad mexicano. Hay una escena de un partido de fútbol, entre Estados Unidos y Chivas, dos equipos populares de México que están ubicados por error en Colombia.
- Colombiana: En la película, Cataleya Restrepo (Zoe Saldaña) es una colombiana a la que sus padres fueron asesinados en Bogotá a manos de un narcotraficante (Beto Benites) y su compañero (Jordi Mollà) cuando ella tenía nueve años. Acude a su tío criminal (Cliff Curtis) en Chicago y es entrenada como asesina para tratar de vengarse. La filmación se realizó en México, Chicago, Nueva Orleans y Francia y el uso de la orquídea Cattleya se representó en la película.
- Lord of War : Nicolas Cage interpreta a un traficante de armas ilegal, que durante un trato comercial con un narcotraficante colombiano, se le paga en cocaína en lugar de efectivo. De nuevo, las palabras de acento y argot usadas por el señor de la droga "colombiano" son mexicanas.
- Sr. y Sra. Smith: un par de asesinos cuentan la historia de su primer encuentro en Bogotá, Colombia, donde se conocieron durante un fuego cruzado, mientras que ambos estaban huyendo en secreto de las autoridades colombianas. La película muestra a Bogotá, la capital de Colombia como una ciudad pequeña, cuando en realidad Bogotá es una de las ciudades más grandes y populosas de América Latina. Además, Bogotá es retratada como una ciudad cálida / cálida, mientras que en realidad está ubicada sobre las cordilleras andinas y tiene una temperatura promedio de 58 °F o dicha en otras palabras 18 °C durante todo el año y una altitud de 8.530 pies (2.600 m). Los rodajes se realizaron en California.
- Bruce Almighty: En la mañana, Bruce Nolan (Jim Carrey) declara "Será mejor que manifieste un poco de café", y usa sus poderes divinos para conjurar al personaje colombiano ficticio de iconos de café, Juan Valdez, que le sirve una taza de café mientras manifiesta su placer por café recién hecho en las colinas de Colombia.
- Delta Force 2: The Colombian Connection: el coronel Scott McCoy (Chuck Norris) lucha contra el narcotraficante colombiano Ramón Cota (Billy Drago), el capo del narcotráfico más rico del mundo, que controla la industria de la cocaína con mano de hierro. Los rodajes se realizaron en Filipinas .
- Amor en los tiempos del cólera: película de 2007 dirigida por Mike Newell. Basado en la novela homónima de Gabriel García Márquez, cuenta la historia de un triángulo amoroso entre Fermina Daza (interpretada por Giovanna Mezzogiorno) y sus dos pretendientes, Florentino Ariza (Javier Bardem) y el doctor Juvenal Urbino (Benjamin Bratt), que abarca 50 años, de 1880 a 1930. Fue filmado en lugares colombianos.
- El especialista: Ray Quick (Sylvester Stallone) y Ned Trent (James Woods), expertos en explosivos de la CIA, están a cargo de una misión para hacer explotar a un narcotraficante sudamericano. Los lugares de rodaje fueron en realidad en Miami .
- Romancing the Stone: Joan Wilder (Kathleen Turner) es una novelista romántica que recibe un paquete de su cuñado muerto Eduardo, que recientemente fue asesinado y descuartizado en Colombia. Su hermana viuda, Elaine (Mary Ellen Trainor) llama a Joan y le ruega que venga a Colombia con el paquete; Elaine ha sido secuestrada, y el paquete es el rescate. Aunque supuestamente está ambientado en Colombia, todos los actores hispanos hablan con un marcado acento mexicano. La supuesta jungla colombiana presenta animales no colombianos como las cacatúas con cresta de azufre de Australia. Los rodajes se realizaron en Xalapa, México.
- xXx: Xander Cage (Vin Diesel), es un entusiasta de los deportes extremos que rompe la ley, que se arroja en una zona productora de cocaína de la Colombia rural, donde Xander es capturado, atado, amordazado y torturado por el capo colombiano "El Jefe" (Danny Trejo). Los rodajes se realizaron en California .
- Miami Vice: se hacen pasar por narcotraficantes como "Sonny Burnett" y "Rico Cooper", los detectives de la policía de Miami-Dade James Crockett y Ricardo Tubbs ofrecen sus servicios a un cártel colombiano. La topografía de la península más septentrional de Colombia, conocida como la Península de Guajira, es básicamente un desierto árido, bastante diferente del telón de fondo de la selva utilizado para describir el avión del contrabandista. Los lugares de rodaje fueron en realidad en la República Dominicana .
- Green Ice: película de 1981. El experto en electrónica estadounidense O'Neal visita América Latina y es reclutado para robar esmeraldas de un consorcio colombiano. Los lugares de rodaje estaban en México .
- Scarface: película de 1983, representa a un gánster colombiano que descuartiza a otro gánster con una motosierra para extraer información.
- Superman III: El villano Webster (Robert Vaughn) quiere monopolizar la cosecha de café del mundo. Enfurecido por la negativa de Colombia de hacer negocios con él, ordena a Gus Gorman (Richard Pryor) que ordene un satélite meteorológico estadounidense para crear un huracán que diezme la cosecha de café de la nación. El plan de Webster se frustra cuando Superman neutraliza el huracán y salva la cosecha. En la película, Colombia se encuentra en el hemisferio sur, en realidad se encuentra en el hemisferio norte la mayor parte de su territorio. No hay huracanes en Colombia.
- Sicario, una película de 2015 protagonizada por Emily Blunt y Benicio del Toro, donde Del Toro interpreta a un exnarcotraficante colombiano que busca venganza por el asesinato de su familia. Los cárteles mexicanos se refieren a él como "Medellín", en referencia a los "sicarios" colombianos (asesinos) que a menudo eran enviados a México por los cárteles colombianos para cambiar el equilibrio de poder, cuando Colombia era el epicentro del narcotráfico. en los años 70/80. En ese momento México competía con Colombia por la prominencia en el tráfico de drogas. En un momento de la película, le dice al personaje de Emily Blunt que él "[viene de] Colombia", lo que puede aludir a que buscó refugio allí y se entrenó para ser un asesino, después de que mataron a su familia y él huyó de México.
- Encanto: A diferencia de como ha ocurrido en el pasado en el cine estadounidense, y para fortuna de la buena imagen de Colombia a nivel mundial, Encanto es una película animada producida por Walt Disney Pictures. Esta película esta ambientada en Colombia, y según el primer teaser de la película, posiblemente se ha ambientado exactamente en el Eje Cafetero o en Quindío, y se supo que el argumento giró en torno de la historia de una niña colombiana llamada «Mirabel» y su decepción por ser la única persona en su familia sin poderes mágicos. Este largometraje fue la película número 60 del canon de películas animadas de Walt Disney, y se estrenó el 24 de noviembre de 2021.
- (Greenland) El día del fin del mundo, una película de 2020 La película está protagonizada por Gerard Butler (quien también coprodujo), Morena Baccarin, Roger Dale Floyd, Scott Glenn, David Denman y Hope Davis. La película sigue a una familia que debe luchar por sobrevivir mientras un cometa destructor de planetas corre hacia la Tierra.
En una parte de la película, cuando la familia se encontraba en el auto, se menciona en la radio la destrucción en Bogotá, Colombia.

### Representaciones de Colombia en películas colombianas

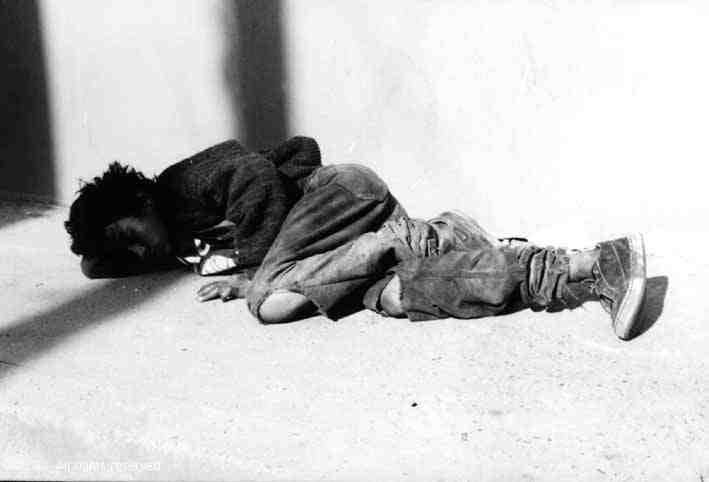
Niño en la calle, screenshot de Gamin película por Ciro Duran, 1978.

La corriente principal del cine colombiano sigue la tendencia del cine extranjero, representando principalmente temas relacionados con el narcotráfico, historias de hombres sicarios y películas con un alto contenido de pobreza y miseria humana. Las críticas a este tipo de filmación argumentaban que estas películas no trataban su tema con profundidad, sino que tomaban un enfoque superficial de los temas. Algunos ejemplos son:
- Rodrigo D: No futuro: película de 1990 de Víctor Gaviria. Historia de la vida y la muerte de sicarios adolescentes adictos al servicio del Cartel de Medellín.
- La estrategia del caracol (estrategia del caracol): película de 1993 de Sergio Cabrera. Aventuras de un grupo de vecinos empobrecidos expulsados de su casa.
- La Vendedora De Rosas: película de 1998. Historia de niños sin hogar víctimas de abuso de solventes. Basada libremente en The Little Match Girl.
- La virgen de los sicarios: película del 2000 de Barbet Schroeder. Basado en la novela homónima de Fernando Vallejo, con elenco colombiano. Representa la relación homoerótica de un escritor nihilista de mediana edad y un muchacho sicario sociopático menor de edad que trabaja para el Cartel de Medellín, con el posterior asesinato homicida.
- María llena eres de gracia: película de 2004 de Joshua Marston con un elenco colombiano. Desgracias de una niña colombiana embarazada como una mula de narcotraficantes. La actriz Catalina Sandino Moreno fue nominada para un Premio de la Academia por este papel.
- Rosario Tijeras: película de 2005 basada en una novela de Jorge Franco. Retrato de la violenta vida y muerte de una mujer sicario (interpretada por Flora Martínez), en los barrios pobres de Medellín.

### Documental
- The True Story of Killing Pablo: documental del 2003, realizado por The History Channel que revisa en detalle los eventos finales que llevaron a la Policía Nacional de Colombia al asesinato de Pablo Escobar y la opinión de los que están detrás de la operación.[5]
- Café negro: película documental canadiense de 2005 que examina la complicada historia del café y detalla su influencia política, social y económica desde el pasado hasta la actualidad.
- Cocaine Cowboys: película documental del 2006, dirigida por Billy Corben. La película explora el aumento de la cocaína y la resultante epidemia de crímenes que arrasó la ciudad estadounidense de Miami, Florida, en los años setenta y ochenta. los personajes principales son el narcotraficante Pablo Escobar y Griselda Blanco, una infame matriarca de la familia del crimen.
- Sins of My Father: documental argentino 2009 sobre Pablo Escobar desde la perspectiva interna de su hijo.

## Colombia en televisión

### Extranjera
- Modern Family: dos de los personajes principales Gloria Pritchett y Manny Delgado interpretados por Sofía Vergara y Rico Rodríguez respectivamente son colombianos y están en contacto con su cultura y vestuario. Vergara representa a una mujer que proviene de un pequeño pueblo en Colombia que es la capital de asesinatos del país.[6] Vergara ha dado vida a la cultura colombiana en el programa de televisión y ha ayudado a garantizar que los escritores sean precisos a la hora de presentar la cultura en televisión. Modern Family intenta ser lo más preciso posible en lo que se refiere a la cultura colombiana, hasta la forma en que las personas se visten en una fiesta.[7] Rico Rodríguez interpreta al hijo colombiano de Vergara, Manny, en Modern Family.
- Pablo Escobar es una referencia común de Colombia en la televisión mundial. En el popular programa de televisión Entourage, Vincent Chase (interpretado por Adrian Grenier) interpreta a Escobar en una película titulada Medellín. Escobar también es el tema de un episodio en una serie documental llamada Situation Critical, producida por el National Geographic Channel en 2007.
- Narcos: El actor brasileño Wagner Moura interpreta al colombiano Pablo Escobar en la serie de 2015 de Netflix, Narcos, que se filmó en Colombia.[8] Narcos muestra cómo los policías y políticos de todo el mundo trataron con Pablo Escobar, el famoso capo de la droga de Colombia que cambió la historia. Aunque la filmación se realizó en Colombia, los actores del programa no eran todos colombianos. Paulina Gaitán, que es mexicana, retrata a la esposa de Escobar en el programa, Luis Guzmán, que es puertorriqueño, retrata al compañero de Escobar, y el brasileño André Mattos interpreta el papel de rival de Escobar. Aunque el espectáculo ha sido muy popular entre la audiencia estadounidense, no es tan popular entre los colombianos debido al pobre intento de acento colombiano.[9]
- RuPaul's Drag Race: En la temporada 9, episodio 6 del Reality Show The Drag Queens, las concursantes Valentina y Cynthia Lee Fontaine interpretaron a los íconos colombianos Sofía Vergara y Ariadna Gutiérrez.[10]
- Los soprano: "Gallegos" (interpretado por Jessy Terrero) es un acaudalado narcotraficante colombiano asesinado por Paulie Walnuts como una advertencia final a su organización de que estaban operando en el territorio de la familia Soprano en Nueva Jersey. Paulie y Big Pussy también roban mucho efectivo de su habitación de hotel. Paulie notifica a Tony de la muerte de Gallegos diciendo" Juan Valdez ha sido separado de su burro", una referencia a los comerciales de café de Colombia .
- Family Guy: Al comienzo del episodio de Family Guy "Let's Go to the Hop", un avión del cartel de la droga colombiano se estrella y arroja un cargamento lleno de sapos psicoactivos que se convierte en un fanatismo de las drogas en las escuelas locales. En el comienzo del episodio de Family Guy "Apenas legal", Adam West envía a toda la policía de Quahog a Cartagena, Colombia.
- Los Simpson: en el episodio "Mobile Homer", Marge, influenciada por una película de "Wifetime TV" sobre cuándo muere un hombre rico sin seguro y cuya viuda e hijos se ven obligados a vivir en las calles, decide ahorrar dinero comprando marcas de imitación de cereales y café; una lata de café se muestra con el logotipo de Juan Valdez (un triste Valdez) con una frase: "Vergüenza colombiana".

### Televisión colombiana
La televisión en Colombia consiste principalmente de telenovelas que son conocidas en la mayoría de los países de América Latina, la más famosa y la que recibió mayor acogida por parte de la audiencia internacional fue Yo Soy Betty, La Fea, protagonizada por Ana María Orozco como Beatriz Aurora "Betty" Pinzón Solano y Jorge Enrique Abello como Armando Mendoza Sáenz. La historia se ambienta en Bogotá, Colombia y gira en torno a la relación entre los dos personajes principales. La telenovela originalmente se estrenó en Colombia el 25 de octubre de 1999, pero luego fue adaptada de episodios de media hora a episodios de una hora completa que fueron shows en los Estados Unidos. Yo Soy Betty, La Fea fue adaptada y rehecha en más de 50 países en muchos idiomas diferentes, incluyendo inglés, japonés y chino. La telenovela inspiró al popular éxito estadounidense Ugly Betty.
Últimamente, ha habido un aumento en los espectáculos que retratan el tráfico de drogas que han sido controvertidos en el país porque los personajes son infractores de la ley que son glorificados; algunos ejemplos son:
- El Cartel de los Sapos (también conocido públicamente como simplemente "El Cartel"): describe el paradero de un cártel de narcotraficantes y sus relaciones con un gobierno corrupto.
- La Saga, Negocio de Familia: Historia de una familia de narcotraficantes durante un amplio lapso de tiempo.
- Sin Tetas No Hay Paraíso ("Sin senos no hay paraíso"): Misventuras de un grupo de prostitutas al servicio de poderosos señores de la droga.
- El Capo.

## Libros
- Peligro claro y presente: la novela de 1989 de Tom Clancy es una parte canónica del universo de Jack Ryan. En la novela, Jack Ryan es puesto en el cargo de Director Adjunto Interino de la CIA (Inteligencia) en una guerra contra el Cartel de Medellín con base en Colombia .
- Killing Pablo: libro de 2001 que detalla los esfuerzos tanto del gobierno de los Estados Unidos como del gobierno colombiano para detener las actividades ilegales cometidas por el narcotraficante colombiano Pablo Escobar y sus subordinados, escritos por Mark Bowden.
- Mi muerte colombiana: libro de Matthew Thompson de 2008 relatando sus experiencias de 2006 en Colombia, cuando deambuló por el país pasando tiempo en los carnavales y con pandilleros y traficantes de cocaína, corrió con toros, jugó el juego explosivo de tejo y conoció a Salvatore Mancuso, el entonces jefe del paramilitar de derecha Fuerzas de Autodefensa Unidas de Colombia (AUC), una organización terrorista designada por Estados Unidos.[12]
- Killing Peace: el conflicto de Colombia y el fracaso de la intervención estadounidense : el libro de 2002 de Garry Leech documenta el conflicto armado de cuatro décadas en Colombia.
- Fuera del cautiverio, subtitulada Sobreviviendo a los días de 1967 en la jungla colombiana: libro de 2009 escrito por Marc Gonsalves, Keith Stansell y Thomas Howes con la ayuda del autor Gary Brozek. Narra el tiempo que pasaron en la selva colombiana como prisioneros de las FARC, una organización narcoterrorista, que los acusó de ser miembros de la CIA después de que su avión se estrelló en una región montañosa.
- El narcotráfico y el capitalismo: una paradoja contemporánea: libro de 2008 de Eliana Herrera Vega (traducción al inglés)[13] El libro explica el problema real de las drogas como una paradoja comunicacional entre los principales sistemas sociales.
- America's Other War: Terrorizing Colombia (ISBN 978-1842775479) de Doug Stokes, examina la intervención de los Estados Unidos en Colombia y sostiene que ha sido impulsada principalmente por el deseo de asegurar un suministro estable de petróleo y pacificar las amenazas a los intereses económicos y políticos de los EE. UU.
- Palabras de muerte: periodistas colombianos y los caudillos de la cocaína : libro de 1990 de Coke Newell.
- Cosmic Banditos: novela de 1986 de Allan Weisbecker, sobre las aventuras de un traficante de marihuana que se esconde en las montañas de Colombia con su perro, High Pockets.
- Rey de Noches, un libro de fantasía, tiene una nación llamada Emeraldsia. El nombre es una referencia hacia la rica calidad de Esmeraldas de Colombia. La historia mencionada corresponde a la era de la vida real de la unión entre Colombia, Ecuador, Venezuela y Panamá conocida como Gran Colombia. Además de su historia cultural.[14][15]
- Desinformación mágica : (ISBN 978-0648966913) Una novela de espías de Lachlan Page que muestra a un espía británico que fabrica informes de inteligencia para permanecer cerca de su interés amoroso en Colombia.[16]

## Cómics, anime y manga
- Mother Goose and Grimm: en una tira cómica publicada el 2 de enero de 2009, Grimm se pregunta si el sindicato del crimen colombiano pone partes del cadáver de Juan Valdez en cada lata de café,[17][18] refiriéndose a un eslogan publicitario de Colombia café "hay un poco de Juan Valdez en cada lata de café colombiano".[18] En respuesta a la historieta, la Federación Colombiana de Cafeteros demandó al artista Mike Peters por vincular el café colombiano con el abuso de los derechos humanos.[19]
- El personaje de Bullseye trata con contrabandistas de cocaína colombianos.
- Black Lagoon: En el episodio 9, "Maid to Kill", aparecen Roberta y la familia Lovelace que son de Sudamérica; Roberta despacha a la mayoría de los miembros del cártel, y García se sorprende de su destreza en combate. Revy revela involuntariamente la presencia de la compañía Lagoon durante el tiroteo y queda inconsciente cuando Roberta le dispara una granada de 40 mm. García le pide a Lagoon Company que lo lleve con ellos, y ellos logran escapar. Uno de los miembros del cartel identifica a Roberta como una exguerrillera de las FARC con una gran recompensa en la cabeza. En la próxima tercera temporada, Black Lagoon: Roberta's Blood Trail está suponiendo que los personajes están en Colombia y Venezuela.
- Excel Saga: En el episodio 19 ("La gran aventura de Menchi"), Menchi y una joven rica van a Colombia y beben café.
- Hellsing: En OVA 7, se dice que el Gran Padre de Bernadotte murió en Colombia.
- Gundam: "Taribia" se encuentra en los territorios de Colombia y Venezuela, y es el lugar donde se ubica el ascensor espacial.

## Videojuegos
- El país ficticio de Boa in Haze se basa libremente en Colombia.
- La saga de videojuegos Grand Theft Auto tiene referencias a Colombia en algunas de sus entregas. En GTA III, la antagonista es Catalina, una mujer de ascendencia dominicana y colombiana, y es una de las principales cabecillas del denominado Cartel Colombiano. En GTA Vice City, una de las principales por las que Sony Forelli envía a Tommy Vercetti a Vice City (ciudad que parodia a Miami en esta saga de videojuegos) es por su interés de expandir sus negocios ilícitos en esa ciudad, ciudad la cual destaca porque el tráfico de drogas es controlado por narcotraficantes mexicanos, cubanos y colombianos. Además el aeropuerto de Vice City se llama "Escobar International Airport" una clara referencia a Pablo Escobar.
- En el videojuego Uncharted 3: Drake's Deception una parte temprana del juego tiene lugar en Cartagena.
- En Conflict: Global Storm, el primer acto del juego comienza en Colombia.
- En Hitman: Codename 47: el agente 47 completa contratos para asesinar a varios criminales como por ejemplo al traficante de cocaína Pablo Belisario Ochoa en Colombia (a través en un allanamiento antidrogas) y también entre otros más delicuentes.[20]

## Otros
Obras de teatro y exposiciones
- La artista cubana Tania Bruguera en 2009 estableció una controvertida actuación en la Universidad Nacional de Colombia (sede Bogotá), consistente en el consumo de cocaína[21] proporcionado por el artista a los asistentes.[22][23]

Sencillos y canciones
- El cantante Mad Bass lanzó en el 2013 el sencillo El cartel junto a J. Álvarez, Ñengo Flow, Notch, Nova, Syko, Jory y J. Balvin en la que la pista sonora es similar a la intro de la serie de televisión El cartel de los sapos además que parte de la letra trata del narcotráfico y sobre los narcotraficantes en Colombia.[24]
- El cantante puertorriqueño Don Omar sacó en 2009 el sencillo Sexy Robotica en la que fue polémica debido a que hizo alusión a la droga como la cocaína específicamente de Colombia.[25]

## Consecuencias
Como consecuencia de la representación negativa de Colombia y el pueblo colombiano, los colombianos a menudo son objeto de prejuicios y discriminación en varios países. algunos ejemplos incluyen:
- Los colombianos se encuentran entre los principales objetivos de los ataques xenófobos y neonazi en Europa, especialmente en España[27] y Francia.[28] Los paramédicos españoles se han negado a brindar atención a las víctimas colombianas de tales eventos.[29] Se informó que la policía rechazó las denuncias recibidas de las víctimas.
- "No vendemos a los colombianos" las señales son comunes en las tiendas ecuatorianas.[cita requerida] Se han reportado linchamientos y cadenas de personas colombianas en Ecuador.[30] La policía y los medios están acusados de crear la imagen de que cada banda delincuente tiene líderes colombianos. Según informes, la policía se niega a recibir denuncias de crímenes contra colombianos.[31] Los niños colombianos a menudo son rechazados de las escuelas, y se ha informado sobre el maltrato "preventivo" de colombianos no relacionados en las cercanías de la escena del crimen.[32]
- El pasaporte colombiano a menudo hace que la persona sospeche de las autoridades aduaneras internacionales [cita requerida]. Se han reportado búsquedas extensas de cavidades, desmantelamiento de equipajes, ropa y artículos personales y retención ilegal en los aeropuertos sin alimentos o instalaciones básicas[33]